# Villacarrillo
Villacarrillo là một đô thị trong tỉnh Jaén, Tây Ban Nha. Theo điều tra dân số 2005 (INE), đô thị này có dân số là 10902 người.
38°06′B 3°05′T / 38,1°B 3,083°T